# 山本英雄
山本 英雄（やまもと ひでお、1921年（大正10年） - 1944年（昭和19年）10月23日）は、日本のアマチュア野球選手だった人物である。実兄は、元日本野球連盟会長で野球殿堂入りした山本英一郎。

## 来歴・人物
岡山県出身。台北第一中学在学中は、甲子園に2回出場（1938年夏、1940年夏）。1942年慶應義塾大学に入学し、投手としてプレーした。
しかし、慶大在学中に学徒出陣により応召。1944年10月23日に、フィリピン・レイテ沖海戦で戦死した。享年23。
東京ドーム内の野球殿堂博物館にある戦没野球人モニュメントに彼の名が刻まれている。